# Feel the Fire
《Feel the Fire》는 1985년 10월 15일, 메가포스 레코드를 통해 발매된 미국의 스래시 메탈 밴드 오버킬의 데뷔 스튜디오 음반이다.

## 배경
마지막 트랙인 〈Sonic Reduer〉는 펑크 록 밴드 데드 보이스의 1977년 노래 커버곡으로, 음반의 바이닐이나 카세트 버전에는 수록되지 않았으며, 일부 CD 재발행에서는 〈Second Son〉과 〈Hammerhead〉 사이에 대신 배치되었다. 〈Rotten to the Core〉는 1984년 이후 밴드의 라이브 세트리스트의 주축을 이루고 있다.

## 평가
| 전문가 평가 | 전문가 평가 |
| 평가 점수   | 평가 점수   |
| 출처        | 점수        |
| ----------- | ----------- |
| AllMusic    | [ 6 ]       |

《Feel the Fire》는 올뮤직의 알렉스 헨더슨으로부터 긍정적인 평가를 받았는데, 이 음반은 "헤비 메탈 커뮤니티와 리스너십에서 상당한 돌풍을 일으켰고" "오버킬에게 기대하는 모든 블러스팅 리프와 완전한 버림받은 팬들이"라고 말했다. 헨더슨은 《Feel the Fire》가 "80년대 중후반까지 그들의 사운드와 카탈로그를 확장하면서 꾸준히 성장할 충성스러운 팬층을 확고히 했습니다. 보컬에 바비 엘스워스, 기타에 바비 구스타프슨, 드럼에 래트 스케이트, 그리고 베이시스트 D. D. 버니로 구성된 클래식 오리지널 밴드 라인업은 이 메이저 레이블 데뷔에서 놀라울 정도로 성취된 것처럼 들립니다. 플롯섬 앤 젯섬과 같은 제2세대 스래시 밴드들과 수많은 베이 에어리어 메탈 의상들과 함께, 그리고 타이트한 공연을 선사하며 궁극적으로 도움을 줍니다. 경련이 일어나지만 인상적인 제2의 물결의 공격적인 스래시 메탈을 정의합니다."
《Feel the Fire》는 처음에 빌보드 200 차트에 도달하거나 상업적인 성공을 거두지 못했다. 《Feel the Fire》의 적당한 성공을 바탕으로, 오버킬은 1986년 애틀랜틱 레코드와 녹음 계약을 맺었지만, 그들은 《Horrorscope》 (1991년)까지 메가포스에 남아 있었다.

## 곡 목록
모든 곡들은 특별한 언급이 없는 한 오버킬에 의해 작사/작곡하였다.
| #   | 제목                    | 작사·작곡                  | 재생 시간 |
| --- | ----------------------- | -------------------------- | --------- |
| 1.  | 〈Raise the Dead〉      |                            | 4:18      |
| 2.  | 〈Rotten to the Core〉  |                            | 5:00      |
| 3.  | 〈There's No Tomorrow〉 |                            | 3:23      |
| 4.  | 〈Second Son〉          |                            | 3:54      |
| 5.  | 〈Hammerhead〉          |                            | 4:01      |
| 6.  | 〈Feel the Fire〉       |                            | 5:52      |
| 7.  | 〈Blood and Iron〉      |                            | 2:40      |
| 8.  | 〈Kill at Command〉     |                            | 4:48      |
| 9.  | 〈Overkill〉            |                            | 3:27      |
| 10. | 〈Sonic Reducer〉       | 데이비드 토머스, 치타 크롬 | 2:51      |